# Heliconius pseudopenelamanda
Heliconius pseudopenelamanda är en fjärilsart som beskrevs av Peter William Michael 1912. Heliconius pseudopenelamanda ingår i släktet Heliconius och familjen praktfjärilar. Inga underarter finns listade i Catalogue of Life.